# مولانا عبدالعزیز
مولانا عبدالعزیز رهبر مذهبی اهل پاکستان است. او فرزند مولانا محمد عبدالله و برادر مولانا عبدالرشید غازی است. وی همراه با برادرش عبدالرشید، از سال ۱۹۹۸ میلادی تا قیام لعل مسجد ژوئیه ۲۰۰۷ میلادی، خطیب لعل مسجد در اسلام‌آباد بود. در این درگیری، برادرش کشته شد و خودش توسط پلیس پاکستان بازداشت شد و تلاش کرد در پوشش برقع از دست پلیس بگریزد.